# San Giovanni in Ayno
San Giovanni in Ayno, även benämnd Sancti Iohannis in Agina och San Giovanni della Morte, är en dekonsekrerad kyrkobyggnad i Rom, helgad åt aposteln Johannes. Kyrkan är belägen vid Via di Monserrato, vid hörnet av Piazza de' Ricci, i rione Regola.

## Kyrkans historia
Kyrkan nämns i en bulla promulgerad av påve Urban III år 1186 och utgjorde då en av filialerna till församlingskyrkan San Lorenzo in Damaso. Kyrkan förekommer i Catalogo di Cencio Camerario, en förteckning över Roms kyrkor sammanställd av Cencio Savelli år 1192 och bär där namnet sco. Iohanni in Agina. San Giovanni nämns även i Il catalogo Parigino (1230), Il catalogo di Torino (1320), Il catalogo del Signorili (1425), Il Liber Anniversariorum Sancti Salvatoris ad Sancta Sanctorum (1461), Il catalogo del 1492, Tassa di Pio IV, Il catalogo di S. Pio V och Il catalogo dell'Anonimo Spagnuolo.
Ursprunget till kyrkans tillnamn ”in Ayno” har inte slutgiltigt klarlagts, men en teori gör gällande att Ayno är en förvrängning av Agina, som åsyftar namnet på kyrkans grundare. Den italienske arkeologen och historikern Mariano Armellini hävdar, att kyrkan var helgad åt Johannes Döparen och att Ayno kommer av det latinska ordet agnus, det vill säga lamm, som är ett av Johannes Döparens attribut.
År 1566 förekommer benämningen ”San Giovanni della Morte”, då kyrkan tillhörde Confraternita della Buona Morte, ett brödraskap som hade övertagit kyrkan 1552 och ombesörjde begravningar av medellösa personer. År 1590 lät en viss Giusto Bonanni från San Gimignano bygga om kyrkan. Kyrkan konsekrerades på nytt den 30 november 1729. År 1825 hävdes kyrkans församlingsrätt och omkring år 1900 dekonsekrerades den. Därefter nyttjades byggnaden i tur och ordning bland annat som magasin, bostad och antikvariat. Under 1990-talet restaurerades byggnaden och innehas sedan dess av ett konferensföretag.

## Kyrkans exteriör
Kyrkan har en fasad i renässansstil. Murytan är målad rosa med de artikulerande arkitektoniska elementen, bland annat toskanska pilastrar, i travertin. Pilastrarna bär upp ett entablement, vars fris har inskriptionen:
Marmorportalens linteau har en medaljong med en byst företällande aposteln Johannes och över denna en inskription, vilken anger att Giusto Bonnani från San Gimignano lät restaurera denna kyrka från grunden åt den helige Johannes Evangelistens ära:
Portalen kröns av ett semicirkulärt pediment, vars tympanon tidigare var dekorerat med en fresk föreställande Madonnan och Barnet. Portalen flankeras av två rektangulära fönster och ovanför dessa två rundbågepaneler. Dessa hade freskerna Den helige Johannes Evangelisten respektive Den helige Johannes Döparen. Tidigare kröntes fasadens storform av ett triangulärt pediment, vars tympanon hade fresken Gud Fadern.

## Kyrkans interiör
Kyrkans grundplan är rektangulär. Under 1600- och 1700-talen dekorerades interiören med fresker, vilka samtliga har gått förlorade. Högaltaret hade Jesu födelse, utförd av Antonio Amorosi, flankerad av bilder föreställande de heliga Ludvig IX och Johannes Evangelisten. Högra sidoaltaret var invigt åt den heliga Anna och var smyckat med målningen De heliga Anna, Joakim och Maria, av Giuseppe Passeri. Vänstra sidoaltaret var invigt åt aposteln Johannes med en målning av Giovanni Conca, senare attribuerad åt Sebastiano Conca. Takmålningen framställde Den helige Johannes nedtecknande sin uppenbarelse, utförd av en av Lazzaro Baldis elever. I interiören fanns två tondi med de heliga Johannes Döparen och Filippo Neri, målade av Giacomo Diol. I kyrkan fanns även Gravmonument över Porfirio Antonini av Bernardino Ludovisi.

## Bilder

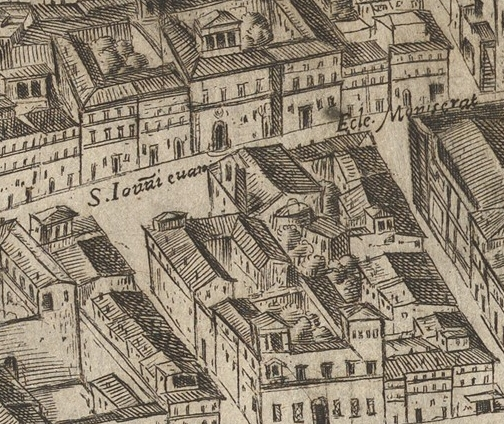
San Giovanni in Ayno (här benämnd ”S. Ioanni euan.”) på Antonio Tempestas Rom-karta från 1593 (reviderad av Domenico de Rossi 1693).
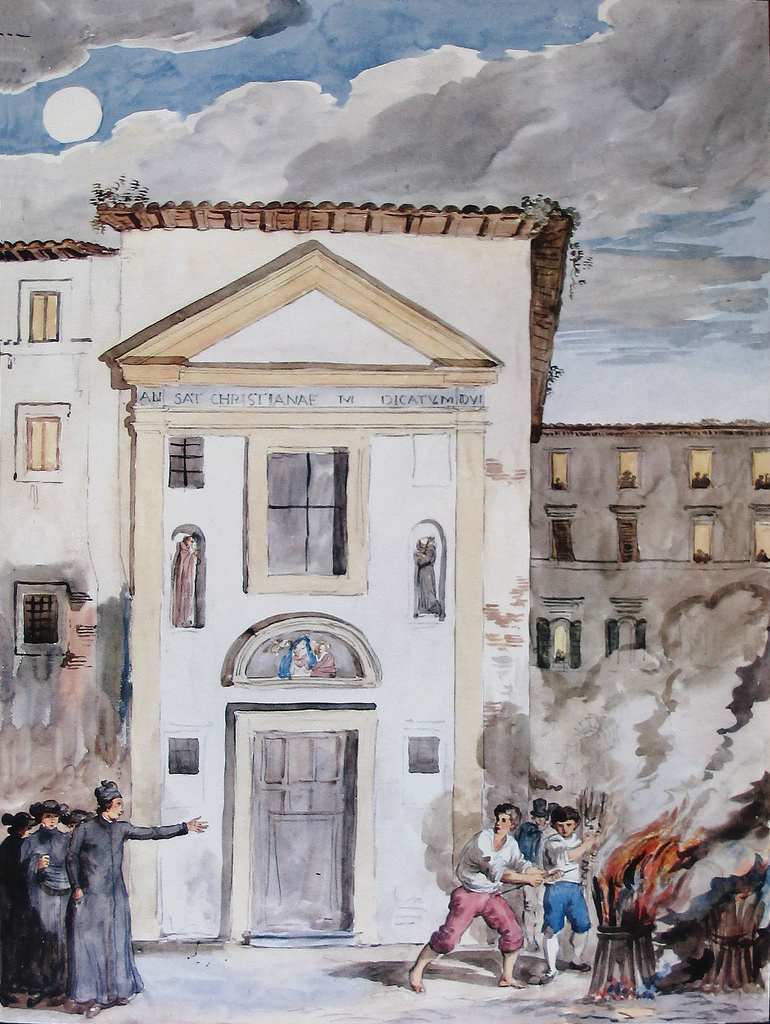
San Giovanni in Ayno, akvarell av Achille Pinelli.
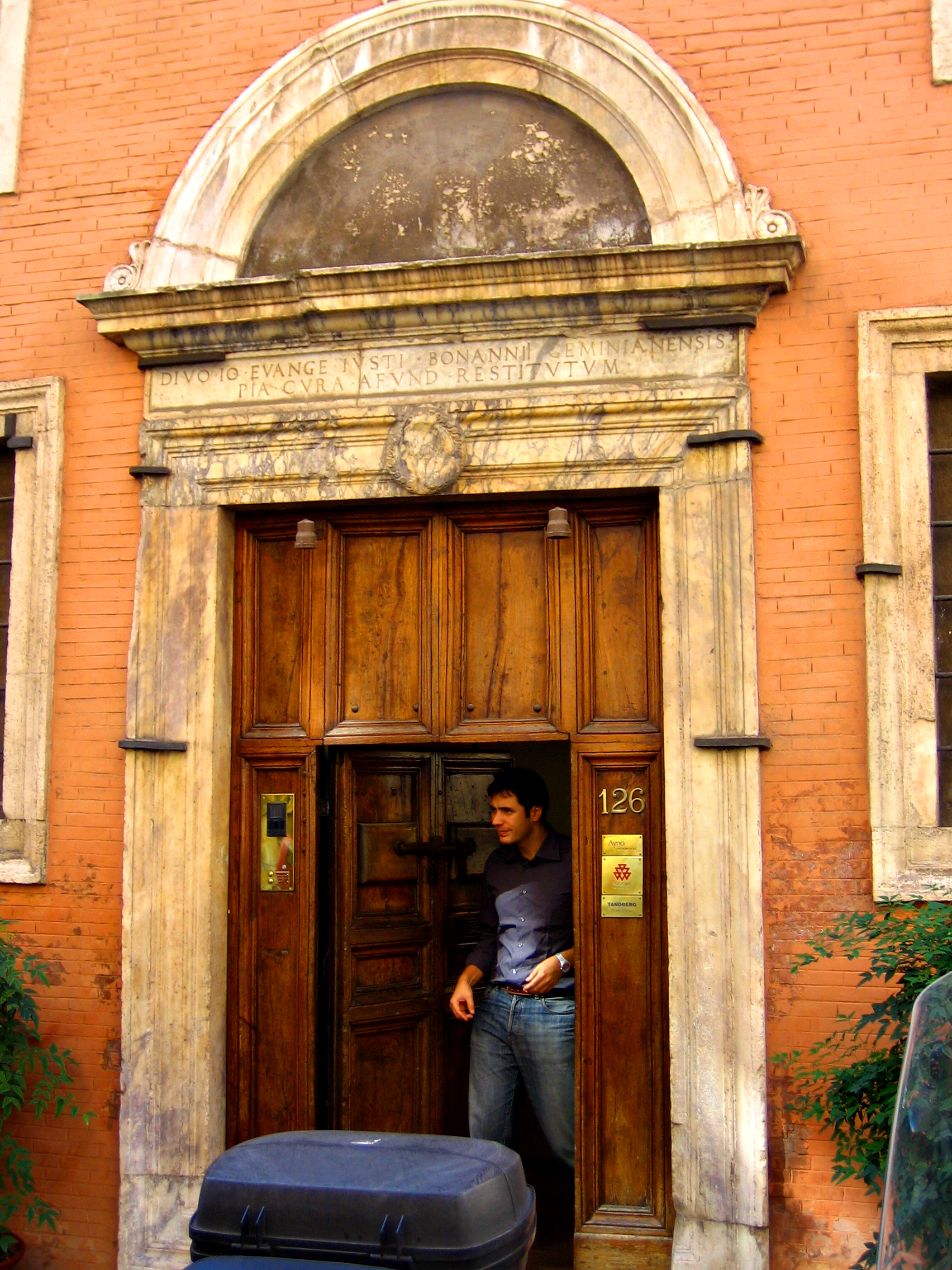
Kyrkans portal.